# Anna Wassiljewna Sbrujewa
Anna Wassiljewna Sbrujewa (russisch Анна Васильевна Збруева; * 25. Junijul. / 7. Juli 1894greg. in Moskau; † 6. September 1965 ebenda) war eine russisch-sowjetische Prähistorikerin und Archäologin.

## Leben
Nach dem Gymnasiumsabschluss mit 16 Jahren wurde Sbrujewa Volksschullehrerin zunächst in der Oblast Moskau und dann in Moskau.
Nach der Oktoberrevolution bildete sich Sbrujewa weiter und begann 1922 das Studium an der Universität Moskau (MGU) in der Abteilung für Archäologie und Kunstwissenschaft der Fakultät für Gesellschaftswissenschaften, das sie 1925 bei dem Archäologen und Ethnographen Boris Sergejewitsch Schukow abschloss.
Nach dem Studium arbeitete Sbrujewa zunächst als außerplanmäßige Mitarbeiterin im Moskauer Historischen Museum, um 1931 Wissenschaftliche Mitarbeiterin des Museums für Volkskunde und des Museums für Anthropologie der MGU zu werden. 1928 führte sie zusammen mit Anna Jepifanowna Alichowa Ausgrabungen im Rajon Nawaschino auf dem Malo-Okulowski-Kurgan der bronzezeitlichen Posdnjakow-Kultur durch. Zusammen mit Alexander Jakowlewitsch Brjussow und Alexei Petrowitsch Smirnow begab sie sich auf Expeditionen in die Autonome Sozialistische Sowjetrepublik der Komi und die Oblasts Archangelsk und Kostroma. 1932–1934 arbeitete sie in der archäologischen Expedition der Moskauer Abteilung der Staatlichen Akademie der Geschichte der Materiellen Kultur (GAIMK) beim Bau des Moskaukanals und des ersten Abschnitts der Metro Moskau. 1933–1937 leitete sie eine Gruppe der Kama-Expedition für Ausgrabungen bei Perm und führte Ausgrabungen an den Flüssen Tschussowaja, Tui und Garewaja durch. 1936 beteiligte sie sich an den Arbeiten der paläoanthropologischen Krim-Expedition der MGU.
1936 wechselte Sbrujewa in die GAIMK, die 1957 das Moskauer Institut für Archäologie der Akademie der Wissenschaften der UdSSR (AN-SSSR) wurde. 1938–1940 beteiligte sie sich an der Ausgrabung des Siedlungskomplexes bei Jelabuga. 1941 verteidigte sie mit Erfolg ihre Dissertation über Siedlungen der Ananino-Kultur für die Promotion zur Kandidatin der historischen Wissenschaften.
Während des Deutsch-Sowjetischen Kriegs arbeitete Sbrujewa in der Evakuierung. Nach dem Krieg leitete sie die 2. Gruppe der Kuibyschew-Expedition beim Bau des Kuibyschew-Kraftwerks und untersuchte das für die Überschwemmung vorgesehene Gebiet. Dann beschäftigte sie sich mit dem Problem der Herkunft der Ananino-Stämme und untersuchte Siedlungen der späten Bronzezeit in Nordwest-Baschkirien. Mehrere Jahre lang leitete sie die Expedition des Instituts für Archäologie und der Baschkirischen Filiale der AN-SSSR. Sie untersuchte Siedlungen der Kurmantau-, Balanbasch- und Srubna-Kulturen. 1953 wurde sie nach Verteidigung ihrer Dissertation über die Geschichte der Besiedlung des Kama-Gebiets in der Ananino-Zeit zur Doktorin der historischen Wissenschaften promoviert.
Sbrujewa arbeitete im Institut für Archäologie bis zu ihrer Pensionierung 1962. Sie starb 1965 nach langer Krankheit.

## Ehrungen
- Orden des Roten Banners der Arbeit (1954)
- Medaille „Für heldenmütige Arbeit im Großen Vaterländischen Krieg 1941–1945“